# Jan Vodháněl
Jan Vodháněl (ur. 25 kwietnia 1997 w Mladej Boleslavi) – czeski piłkarz występujący na pozycji pomocnika w zespole FK Mladá Boleslav.